# 西田彩香
西田 彩香（にしだ あやか、1982年12月12日 - ）は、日本の女優、タレント、歌手。既婚者。

## 来歴
東京都江戸川区出身。
1989年、日本舞踊『羽の禿』に出演する。10歳の頃、ミュージカル『アニー』の主役に抜擢される。その後は、映画やテレビドラマ、CMに出演しており、『家なき子』への出演で注目を集めた。15歳の頃には、歌手デビューを果たしている。
明海大学外国語学部日本語学科に入学したのち、学業に専念するため、芸能活動を休止する。在学中は軽音楽部に所属しており、学園祭では、自身で作詞を手がけたオリジナル楽曲を披露したこともある。4年生の頃、芸能活動を再開する。以後、舞台への出演を中心に活動している。2005年、同大学を卒業した。

## 出演作品

### テレビ
- ミラクル☆ガールズ（1993年、日本テレビ） - リポーター
- 家なき子（1994年、日本テレビ） - 園田真弓役
- 家なき子2（1995年、日本テレビ） - 園田真弓役
- Hayami English Network（1994年 - 1996年、中京テレビ） - HENキッズとして出演

### 映画
- 家なき子（1994年、東宝）- 磯貝(園田)真弓 役

### 舞台
- 日本舞踊『羽の禿』（1989年）
- アニー（1993年、日本テレビ） - 主演・アニー役
- 日本舞踊『連獅子』（1998年）
- 『明日、ジェルソミーナと』（2004年） - 主演・ジェルソミーナ役
- Runnning Musical『645』（2004年） - 未来役
- 『Twinkle, twinkle, luckystar』（2004年） - 主演・濱名橘子役
- 単独ファーストライブ『ayaka couleur 〜un〜』（2005年、赤坂 november eleventh）
- 『えくぼ 〜people song〜』（2007年） - レンカ役
- A´company プロデュース公演『蘇生 〜inward peace〜』（2008年） - 水川サキ役

### CM
- 日本マクドナルド「マクドナルド」（1993年）
- オリエンタルランド「東京ディズニーランドバケーション」（1993年）
- 全国牛乳普及協会（1993年）

### ラジオ
- 西田彩香のなんで?（1998年、長野エフエム放送）
- ガールポップストリート（1999年、ニッポン放送）
- グルーブフロムKウエスト（1999年、ベイエフエム）

### ゲーム
- テレビシリーズ 家なき子 〜すずの選択〜（1995年3月22日発売、バップ、プレイディア用ソフト） - 園田真弓 役

## ディスコグラフィー

### シングル
- どうなっちゃってるの どうだっていいんじゃない（1998年、ダブリューイーエー・ジャパン、作曲・編曲：岡村靖幸） - テレビドラマ『ボーイハント』挿入歌
- memories（1999年、ダブリューイーエー・ジャパン、作詞・作曲・プロデュース：広瀬香美）